# 16 Armia Powietrzna

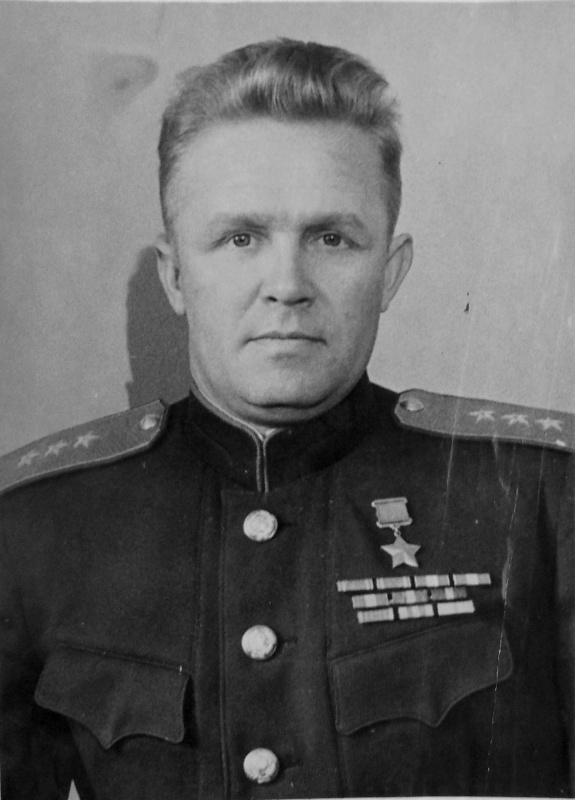
Gen. por. Siergiej Rudenko, jeden z dowódców 16 Armii Powietrznej

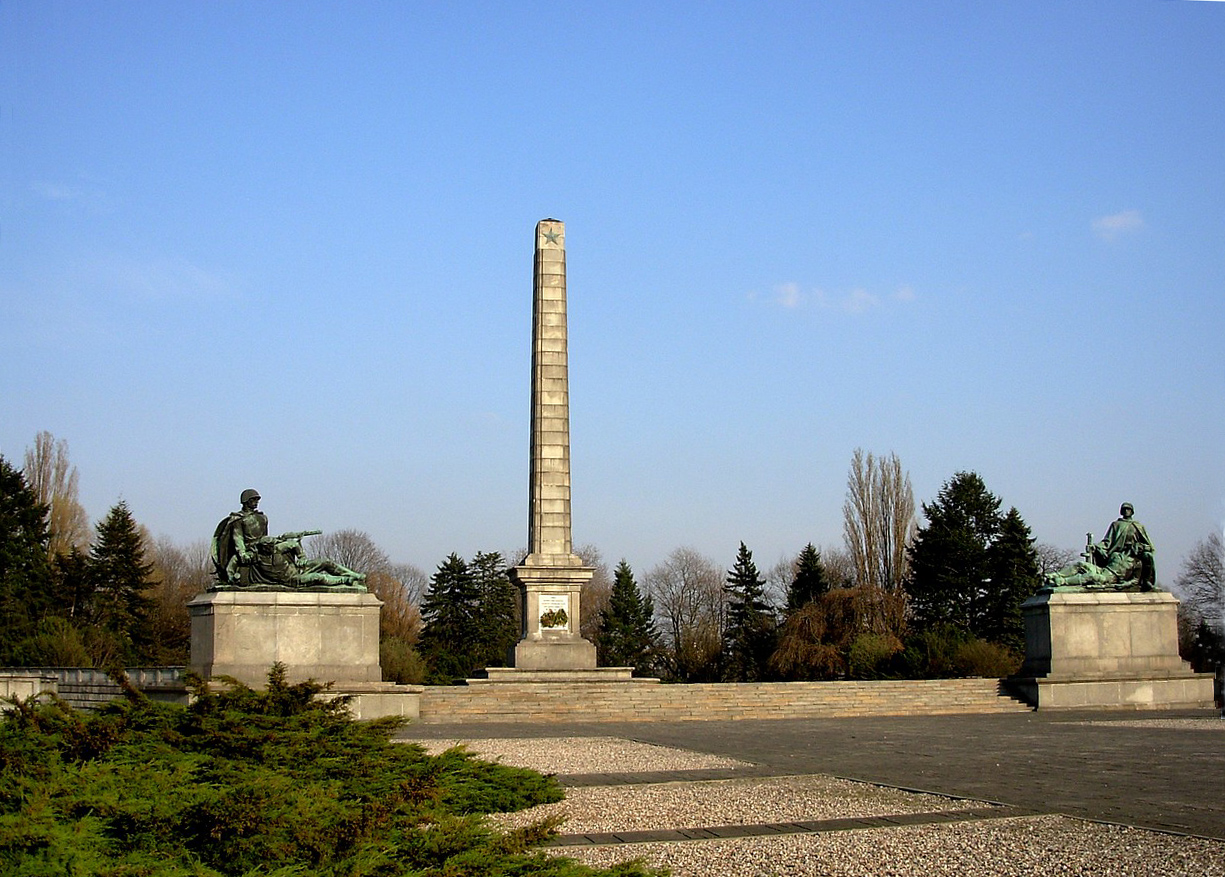
Cmentarz przy ul. Żwirki i Wigury w Warszawie, na którym zostali pochowani żołnierze z 28 Armii i polegli lotnicy z 16 Armii Powietrznej

16 Armia Powietrzna (16-я воздушная армия) – związek operacyjny Armii Radzieckiej przejęty przez  Siły Zbrojne Federacji Rosyjskiej.

## Historia
16 Armia Powietrzna została sformowana w 1942 roku. W 1943 roku brała udział w bitwie kurskiej (5 lipca - 23 sierpnia 1943). W tym czasie dowództwo 16 Armii Lotniczej tworzyli oficerowie: dowódca Siergiej Rudenko, zastępca dowódcy do spraw politycznych Aleksiej Winogradow, szef sztabu Piotr Brajko oraz szef zarządu politycznego W. Wichrow. 
Po utworzeniu, kolejno podlegała i prowadziła działania bojowe na rzecz: Frontu Dońskiego, Frontu Białoruskiego, 1 frontu Białoruskiego i 2 frontu Dalekowschodniego. W czasie bitwy pod Bobryjskiem prowadzonej w czasie Operacji Bagration dowodzący 16 Armią Powietrzną gen. Rudenko użył bojowo przeciw armii niemieckiej 400 bombowców. Atakowane były przeprawy na rzece Berezynie pod osłoną 126 myśliwców. Uczestnicząc w operacji wiślańsko-odrzańskiej w styczniu 1945 miała do dyspozycji 2190 samolotów.
W końcowym okresie istnienia Związku Socjalistycznych Republik Radzieckich armia stacjonowała na terenie Niemieckiej Republiki Demokratycznej. W tym czasie wchodziła w skład Zachodniej Grupy Wojsk.

## Dowództwo armii
Dowódca:
- gen. płk. Siergiej Rudenko

Szef sztabu:
- gen. por. P. I. Brajko[8]

## Struktura organizacyjna
Skład w 1945:
- 3 Korpus Lotnictwa Myśliwskiego - gen. por. Jewgienij Sawicki
- 3 Korpus Lotnictwa Bombowego - gen. mjr Afanasiej Karawacki
- 6 Korpus Lotnictwa Myśliwskiego - gen. mjr Ibragim Dzusow
- 6 Korpus Lotnictwa szturmowego - gen. mjr Boris Tokariew
- 9 Korpus Lotnictwa szturmowego - gen. mjr Iwan Krupski
- 13 Korpus Lotnictwa Myśliwskiego - gen. mjr Boris Sidniew

Skład w 1990:
- dowództwo i sztab – Wünsdorf;
- 16 Gwardyjska Swirska Dywizja Lotnictwa Myśliwskiego - Damggarten:
- 125 Dywizja Lotnictwa Myśliwsko-Bombowego - Brand:
- 126 Dywizja Lotnictwa Myśliwskiego - Zerbst,
- 6 Gwardyjska Doniecko-Segedzka Dywizja Lotnictwa Myśliwskiego - Magdeburg:
- 105 Dywizja Lotnictwa Myśliwsko-Bombowego - Grossenhaim,

Jednostki podporządkowania armijnego:
- 11 Witebski pułk lotnictwa rozpoznawczego - Welcow;
- 931 Zabajkalski pułk lotnictwa rozpoznawczego - Wemoihen;
- 294 pułk lotnictwa rozpoznawczego - Alsztedt;
- 226 pułk lotnictwa mieszanego - Szperenberg;
- 356 pułk lotnictwa szturmowego - Brands;
- 368 pułk lotnictwa szturmowego - Tutow;
- 83 pułk łączności - Rangsdorf;
- 1266 batalion radioliniowy - Wittenberg;
- 315 batalion remontowy - Furstenwalde;
- 485 batalion zabezpieczenia lotnisk - Wemoihen;
- 1138 Stanowisko Dowodzenia - Wunsdorf;
- 597 Centrum Obliczeniowe - Wunsdorf;
- 503 Centrum Przetwarzania Danych - Wunsdorf;
- 227 Centrum Dowodzenia — Wunsdorf.